# Ricardo Pérez de Zabalza Goytre
Ricardo Pérez de Zabalza Goytre, conocido como Richi, exjugador de fútbol profesional nacido en Madrid. Empezó jugando como delantero, más tarde retrasó su posición a la de enganche, y acabó jugando como centrocampista. Es ingeniero industrial especializado en técnicas energéticas por la Universidad Politécnica de Madrid.

## Inicios en el fútbol profesional
Empezó su formación como futbolista semiprofesional en Tercera división española en el Rayo Majadahonda donde destacó y dio el salto a Segunda División B.
En 2001 fichó por el Atlético de Madrid, donde continuó formándose hasta el año 2002.
En verano de 2002 fichó por el Real Murcia club de la Segunda división española donde debutó el 22 de septiembre de 2002 (Real Zaragoza 1 - Real Murcia 0). De la mano del técnico gallego David Vidal, el Real Murcia ascendió esa temporada a la Primera división española.

## Retirada
Con la llegada de Gustavo Siviero al banquillo del Real Murcia, se le comunicó que debía abandonar como jugador, acordándose que permanecería  vinculado al club, en calidad de ingeniero industrial, para colaborar en los proyectos de desarrollo de la nueva ciudad deportiva grana.

## Clubes
| Club                 | Temporada           | Categoría           | Liga    | Liga  | Copa    | Copa  | Total   | Total |
| Club                 | Temporada           | Categoría           | Jugados | Goles | Jugados | Goles | Jugados | Goles |
| -------------------- | ------------------- | ------------------- | ------- | ----- | ------- | ----- | ------- | ----- |
| Rayo Majadahonda     | 2000/01             | Tercera División    |         |       | -       | -     |         |       |
| Rayo Majadahonda     | 2001/02             | Tercera División    | 20      | 16    | -       | -     | 20      | 16    |
| Atlético de Madrid B | 2000/01             | Segunda División B  | 34      | 14    | -       | -     | 34      | 14    |
| Atlético de Madrid B | 2001/02             | Segunda División B  | 16      | 6     | -       | -     | 16      | 6     |
| Real Murcia          | 2002/03             | Segunda División    | 38      | 6     | 5       | 2     | 43      | 8     |
| Real Murcia          | 2003/04             | Primera División    | 34      | 3     | 2       | 0     | 36      | 3     |
| Real Murcia          | 2004/05             | Segunda División    | 41      | 5     | 1       | 0     | 42      | 5     |
| Real Murcia          | 2005/06             | Segunda División    | 41      | 10    | 2       | 0     | 43      | 10    |
| Real Murcia          | 2006/07             | Segunda División    | 35      | 2     | 1       | 0     | 36      | 2     |
| Real Murcia          | 2007/08             | Primera División    | 26      | 1     | 2       | 1     | 28      | 2     |
| CD Tenerife          | 2008/09             | Segunda División    | 36      | 6     | 2       | 0     | 38      | 6     |
| CD Tenerife          | 2009/10             | Primera División    | 22      | 1     | 2       | 1     | 24      | 2     |
| Real Murcia          | 2010/11             | Segunda División B  | 28      | 2     | 1       | 0     | 29      | 2     |
| Real Murcia          | 2011/12             | Segunda División    | 21      | 2     | 1       | 0     | 22      | 2     |
| Total en su carrera  | Total en su carrera | Total en su carrera | 392     | 74    | 19      | 4     | 411     | 78    |

## Palmarés

### Campeonatos nacionales
| Título                       | Club        | País   | Año       |
| ---------------------------- | ----------- | ------ | --------- |
| Segunda División de España   | Real Murcia | España | 2002-2003 |
| Segunda División B de España | Real Murcia | España | 2010/11   |